# 안양우체국
안양우체국(安養郵遞局, Anyang Post Office)은 대한민국 경기도 안양시 동안구 달안동에 있는 대한민국 과학기술정보통신부 우정사업본부 경인지방우정청 소속의 우편물 취급기관이다.

## 연혁
- 1911년 10월 1일: 안양우편소 개소(안양,군포,의왕 관할)
- 1950년 1월 1일: 안양우체국으로 개칭
- 1995년 9월 1일: 안양평촌우체국 개국
- 2000년 5월 1일: 안양평촌우체국을 안양우체국으로 국명 변경, (구)안양우체국 청사는 서안양우체국 개국
- 2000년 11월 20일: 관리기능 광역화(과천,서안양 소속국화)
- 2001년 8월 20일: 안양비산1동우편취급소 신설[1]
- 2009년 4월 6일: 수원지방법원 안양지원 출장소 개소
- 2010년 11월 8일: 우편구역을 다음과 같이 고시[2]

| 배달국     | 배달구역                     |
| ---------- | ---------------------------- |
| 안양우체국 | 안양시 동안구, 만안구 전지역 |
| 과천우체국 | 과천시 전지역                |

- 2012년 12월 29일: 안양덕천우편취급국 폐국[3]
- 2013년 1월 31일: 안양호계1동우편취급국, 안양진흥우편취급국, 안양충훈부우편취급국 위탁계약 해지[4]
- 2013년 2월 1일: 안양호계1동우편취급국, 안양충훈부우편취급국 폐국[5]
- 2014년 1월 1일: 우편구역을 다음과 같이 고시[6]

| 배달국     | 배달구역      | 구역번호      |
| ---------- | ------------- | ------------- |
| 안양우체국 | 안양시 전지역 | 13900 ~ 14199 |
| 과천우체국 | 과천시 전지역 | 13800 ~ 13899 |

- 2014년 10월 16일: 안양덕고개우편취급국 폐국[7]
- 2015년 6월 1일: 안양박달동우체국 폐국[8]
- 2018년 1월 2일: 제132군사우편출장소, 안양지원출장소 점심시간 휴무 실시[9]
- 2020년 7월 31일 : 안양새마을우편취급국 위탁계약 해지 및 업무 종료[10]
- 2020년 8월 3일 : 안양새마을우편취급국을 안양관양2동우편취급국으로 명칭 변경하고 업무 개시[10]
- 2021년 6월 14일 : 정부과천청사우체국 폐국[11] 및 정부과천청사우편취급국 신설[12]

## 관할 우체국
| 우체국명               | 사진                          | 주소                                                                      | 비고                                              |
| ---------------------- | ----------------------------- | ------------------------------------------------------------------------- | ------------------------------------------------- |
| 과천문원단지우편취급국 |                               | 경기도 과천시 문원청계길 17-12(문원동)                                    |                                                   |
| 과천부림우편취급국     |                               | 경기도 과천시 별양로 182-2,106(부림동, 시대빌딩)                          |                                                   |
| 과천우면우편취급국     |                               | 경기도 과천시 장군마을길32(주암동)                                        |                                                   |
| 과천우체국             |                               | 경기도 과천시 별양로 54(별양동)                                           |                                                   |
| 서안양우체국           |                               | 경기도 안양시 만안구 안양로233(안양동)                                    |                                                   |
| 안양4동우체국          |                               | 경기도 안양시 만안구 병목안로 4(안양동)                                   |                                                   |
| 안양6동우편취급국      |                               | 경기도 안양시 만안구 만안로 35, 113-1호(안양동 빌로체종합상가)            |                                                   |
| 안양관양동우체국       |                               | 경기도 안양시 동안구 관악대로 407-1(관양동)                               |                                                   |
| 안양관양2동우편취급국  |                               | 경기도 안양시 시민대로 401, 116호 (관양동 대륭테크노타운15차)             | 2020년 8월 3일 안양새마을우편취급국에서 명칭 변경 |
| 안양귀인동우체국       | Anyang Gwiin-dong Post Office | 경기도 안양시 동안구 평촌대로 102(평촌동)                                 |                                                   |
| 안양덕고개우편취급국   |                               | 경기도 안양시 동안구 경수대로508번길(호계3동 458 안양교도소내)            | 2014년 10월 16일 폐국                             |
| 안양덕천우편취급국     |                               | 경기도 안양시 만안구 안양7동 130-27                                       | 2012년 12월 29일 폐국                             |
| 안양박달동우체국       |                               | 경기도 안양시 만안구 박달로 534(박달동)                                   | 2015년 6월 1일 폐국                               |
| 안양부림동우체국       |                               | 경기도 안양시 동안구 관평로 176번길 18(부림동)                            |                                                   |
| 안양비산1동우편취급국  |                               | 경기도 안양시 동안로 비산로28-1(비산동)                                   | 2001년 8월 20일 신설                              |
| 안양비산삼호우편취급국 |                               | 경기도 안양시 동안구 동안로300(비산동)                                    |                                                   |
| 안양석수동우체국       |                               | 경기도 안양시 만안구 안양로449(석수동)                                    |                                                   |
| 안양양지우편취급국     |                               | 경기도 안양시 만안구 양화로 47번길 9(안양동)                              |                                                   |
| 안양지원출장소         |                               | 경기도 안양시 동안구 관평로 212번길 70 2층(관양동, 수원지방법원 안양지원) | 점심시간 휴무 실시                                |
| 안양진흥우편취급국     |                               | 경기도 안양시 만안구 장내로 164,101(안양동, 청솔프라자)                   |                                                   |
| 안양충훈부우편취급국   |                               | 경기도 안양시 만안구 석수동 774-1                                         | 2013년 2월 1일 폐국                               |
| 안양호계1동우편취급국  |                               | 경기도 안양시 동안구 호계1동 964-6                                        | 2013년 2월 1일 폐국                               |
| 안양호계3동우편취급국  |                               | 경기도 안양시 동안구 경수대로 428(호계동, 덕유파크)                       |                                                   |
| 안양호계동우체국       |                               | 경기도 안양시 동안구 시민대로 119                                         |                                                   |
| 안양호계현대우편취급국 |                               | 경기도 안양시 동안구 시민대로131번길 16(호계동)                           |                                                   |
| 정부과천청사우체국     |                               | 경기도 과천시 관문로 47(중앙동)                                           | 2021년 6월 14일 폐국                              |
| 정부과천청사우편취급국 |                               | 경기도 과천시 관문로 47 (중앙동)                                          | 2021년 6월 14일 신설                              |
| 제132군사우편출장소    |                               | 경기도 안양시 동안구 평촌대로                                             | 점심시간 휴무 실시                                |

## 조직
- 우편물류과
  - 운용실
  - 소포실
- 영업과
  - 금융영업실
  - 우편영업실
- 경영지도실
- 지원과